# Thule Lebensversicherung

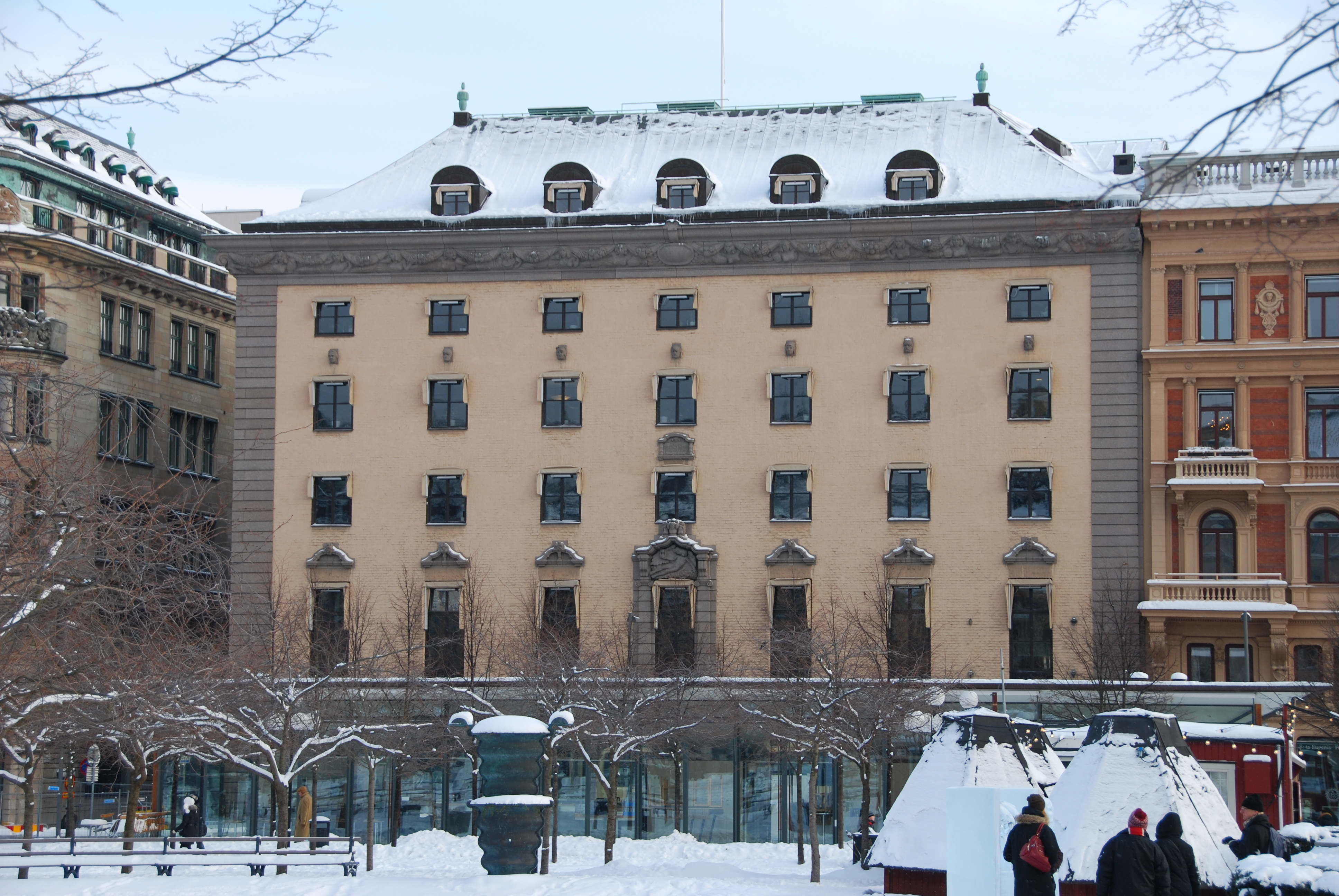
Haus der Thuleversicherung

Die Lifförsäkrings AB Thule war ein Versicherungsunternehmen in Stockholm. Das Unternehmen wurde mit königlicher Bestätigung am 13. Dezember 1872 gegründet und war die erste schwedische Lebensversicherung. Die Versicherung entwickelte sich zur größten Lebensversicherung in Schweden und wurde 1963 von Skandia übernommen.